# Жандерсон
Жандерсон Сантос де Соуза (порт. Janderson Santos de Souza, нар. 26 лютого 1999, Баррейрас), відомий як просто Жандерсон — бразильський футболіст, нападник клубу Сеара, колишній півзахисник «Корінтіанса».

## Клубна кар'єра

### Рання кар'єра
Є вихованцем клубу «Жоїнвіль». У 2018 році зіграв 5 ігор у за першу команду у Серії С, після чого у серпні того ж року перейшов на правах оренди у «Корінтіанс». Після хороших виступів на юнацькому Кубку Сан-Пауло, у 2019 році «Корінтіанс» викупив контракт гравця.
Дебютував за нову команду у Серії А проти «Шапекоенсе» 1 травня 2019 року. Перший гол він забив 16 жовтня в грі проти «Гояса» .